# Apomatus voightae
Apomatus voightae är en ringmaskart som beskrevs av Kupriyanova och Nishi 20. Apomatus voightae ingår i släktet Apomatus och familjen Serpulidae.
Artens utbredningsområde är Alaskagolfen. Inga underarter finns listade i Catalogue of Life.